# SPARTECA
SPARTECA (South Pacific Regional Trade and Economic Cooperation Agreement) – regionalne porozumienie o handlu i współpracy gospodarczej między krajami Południowego Pacyfiku. Zostało ono zawarte w lipcu 1980 w Tarawie, stolicy Kiribati.

## Państwa członkowskie
- Fidżi
- Kiribati
- Nauru
- Niue
- Samoa
- Tonga
- Tuvalu
- Vanuatu
- Wyspy Cooka
- Wyspy Salomona
- Nowa Zelandia
- Australia